# Юрмінка (Аромашевський район)
Юрмі́нка (рос. Юрминка) — присілок у складі Аромашевського району Тюменської області, Росія.
Населення — 438 осіб (2010, 472 у 2002).
Національний склад станом на 2002 рік:
- росіяни — 91 %